# Op weg naar de hemel
Op weg naar de hemel (Engels: The Way up to Heaven) is een kort horrorverhaal van de Britse schrijver Roald Dahl. Het verscheen voor het eerst in februari 1954 in The New Yorker en daarna opnieuw in enkele verhalenbundels waaronder Kiss Kiss.

## Verhaal
Het bejaarde en rijke echtpaar Foster woont samen met hun vier bedienden in een groot luxe huis in East Sixty-Second Street in New York. Het huis heeft zes verdiepingen en een lift zodat de Fosters niet steeds alle trappen op en af hoeven. Hun volwassen dochter is verhuisd naar Parijs en heeft daar nu een gezin. Mevrouw Foster is eigenlijk helemaal niet gelukkig met haar nogal tirannieke man voor wie ze vrijwel alles doet, maar die haar volledig onder de plak heeft. Daarnaast ergert ze zich eraan dat haar man zo vaak treuzelt als ze ergens heen wil, ze verdenkt hem ervan dat hij dit met opzet doet. Ze zou het liefst naar Parijs verhuizen zodat ze bij haar dochter en kleinkinderen kan zijn. Ze beseft echter dat dit niet zal gebeuren zolang haar man in leven is, hij wil absoluut niet uit New York weg.
Na lang aandringen krijgt mevrouw Foster haar man zover dat ze van hem zes weken naar Parijs mag. Op de dag dat het vliegtuig vertrekt, is ze ontzettend bang dat ze de vlucht zal missen. De vlucht wordt echter uitgesteld vanwege de dichte mist. Mevrouw Foster blijft de hele dag op het vliegveld en krijgt 's avonds te horen dat de vlucht is verschoven naar elf uur morgenochtend. Met nogal grote tegenzin keert ze terug naar huis. Haar man is daar inmiddels alleen. Hij heeft – aangezien hij de komende weken toch alleen in huis is – alle bedienden met verlof gestuurd, zodat hij ze niet hoeft uit te betalen.
De volgende morgen staat buiten de taxi klaar om mevrouw Foster opnieuw naar het vliegveld te brengen. Haar man staat erop om mee te reizen naar het vliegveld, zodat hij meteen bij zijn club is. Als ze samen in de taxi zitten, is Mr. Foster opeens een kam kwijt die hij mevrouw Foster mee had willen geven als cadeau voor hun dochter. Hij gaat het huis weer in, om in de slaapkamer boven de kam te zoeken. Mevrouw Foster ziet even later de kam gewoon in de taxi liggen. Ze rent de taxi uit om haar man in huis te gaan halen. Als ze op het punt staat om de sleutel in het slot van de voordeur om te draaien, hoort ze van diep binnen in het huis vreemde geluiden die ze niet goed kan identificeren. Dan rent ze ineens weer terug naar de taxi, en zegt dat ze echt geen moment langer meer op haar man kan blijven wachten.
Mevrouw Foster haalt het vliegtuig naar Parijs nog net. De weken daarna heeft ze een heerlijke tijd samen met haar dochter en drie kleinkinderen. Als ze weer terugreist naar New York, lijkt ze er om een of andere reden van overtuigd dat ze snel weer opnieuw in Parijs zal zijn.
Als ze thuis aanbelt, doet haar man niet open en ze gaat zelf naar binnen. In het huis is het bedompt en er hangt een merkwaardige geur. Alles ligt er nog precies zo bij als toen ze zes weken eerder naar Parijs vertrok, en alle post die in de tussentijd is gekomen ligt nog ongeopend voor de deurmat. Mevrouw Foster constateert vervolgens dat de lift terwijl die onderweg was naar de derde etage (waar haar man de kam wilde gaan halen) is blijven hangen, en ze belt de reparateur. Intussen is ze ook ergens heel blij en voldaan over.